# Haematopota malayensis
Haematopota malayensis är en tvåvingeart som beskrevs av Ricardo 1916. Haematopota malayensis ingår i släktet Haematopota och familjen bromsar. Inga underarter finns listade i Catalogue of Life.